# Michael East
Michael East (Reino Unido, 20 de enero de 1978) es un atleta británico especializado en la prueba de 1500 m, en la que consiguió ser medallista de bronce europeo en pista cubierta en 2002.

## Carrera deportiva
En el Campeonato Europeo de Atletismo en Pista Cubierta de 2002 ganó la medalla de bronce en los 1500 metros, con un tiempo de 3:50.52 segundos, tras el portugués Rui Silva y el español Juan Carlos Higuero.